# Füllkörper

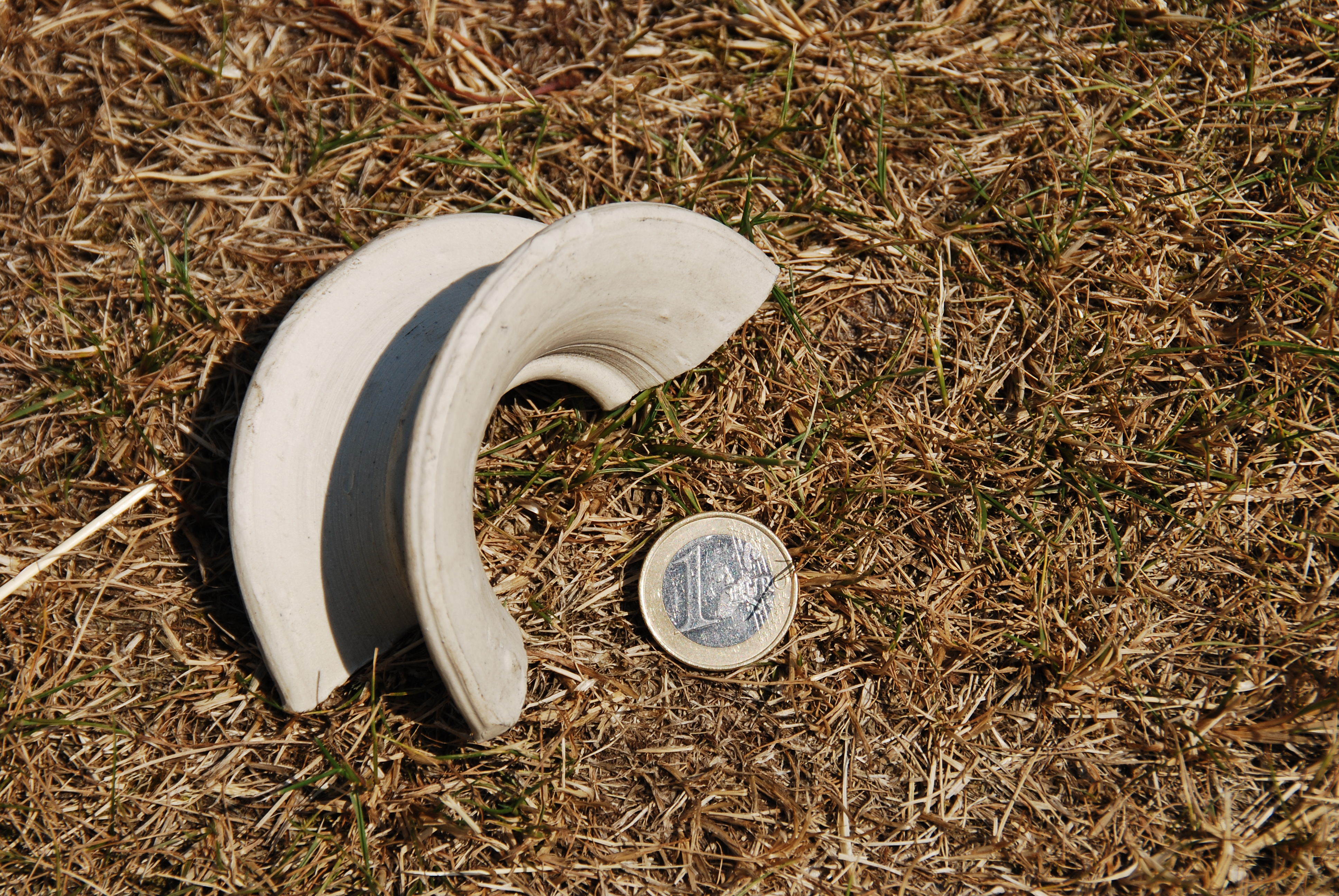
Sattel-Füllkörper aus Keramik

Füllkörper sind unstrukturierte Einbauten in Apparaten in der Verfahrenstechnik und im Apparatebau.
Sie dienen bei chemischen Prozessen in meist zweiphasigen Gemischen zur Vergrößerung der Wirkungs-Oberfläche durch Verwirbelung bei gleichzeitig geringem Strömungswiderstand. Sie werden z. B. in Kolonnen verwendet.
Füllkörper werden je nach Einsatzzweck aus verschiedenen Materialien hergestellt, z. B. rostfreiem Stahl (in der Chemie), Kunststoff (für Bewuchskörper für biologische Wasseraufbereitung) oder aus Keramik.

## Füllkörper in der biologischen Abwasseraufbereitung
Füllkörper für die biologische Abwasseraufbereitung sind mit sehr großer spezifischer Oberfläche versehen, um viel Platz für Bakterienkulturen anzubieten, die geometrische Gestaltung ist dabei von Durchbrüchen, Lamellen und Stegen gekennzeichnet, um die Bakterienkulturen gut vom Abwasser umspülen zu können. Bewährt und als bakterienfreundlich erwiesen hat sich der Kunststoff Polyethylen.
Für die biologische Abwasseraufbereitung gibt es verschiedene Verfahren (Tropfkörper, getauchtes Festbett, Rotationstauchkörper und Schwebekörper), die im Wettbewerb zueinander stehen.

## Füllkörperkolonne
In der chemischen Industrie wird eine Trennsäule bzw. Rektifikationskolonne, die mit Füllkörpern in loser Schichtung gefüllt ist, auch Füllkörperkolonne genannt. Die tausende von Füllkörpern liegen in loser Schüttung auf den perforierten Tragrosten, durch die der Dampf in die Schüttung strömt. Das zu trennende Gemisch wird im mittleren Säulenbereich über einen Flüssigkeitsverteiler auf die Füllkörperschüttung des Abtriebsteils zugeführt. Der Kopfrücklauf wird über einen Flüssigkeitsverteiler auf den Verstärkungsteil zugeführt.
Der Gemischdampf wird unten seitlich zugeführt und durchströmt alle Schüttungsteile und verlässt die Trennsäule am Kolonnenkopf. Die Füllkörper sind ungeordnet auf den Auflageböden eingebracht, dennoch muss darauf geachtet werden, dass eine Bachbildung vermieden wird, die durch ungleichmäßige Schüttdichte oder gleicher Ausrichtung der Füllkörper möglich ist. Auch die Randgängigkeit muss vermieden werden, dieses ist vor allem durch richtige Wahl der Füllkörper und das korrekte Einbringen derselben vermeidbar.

## Füllkörperarten

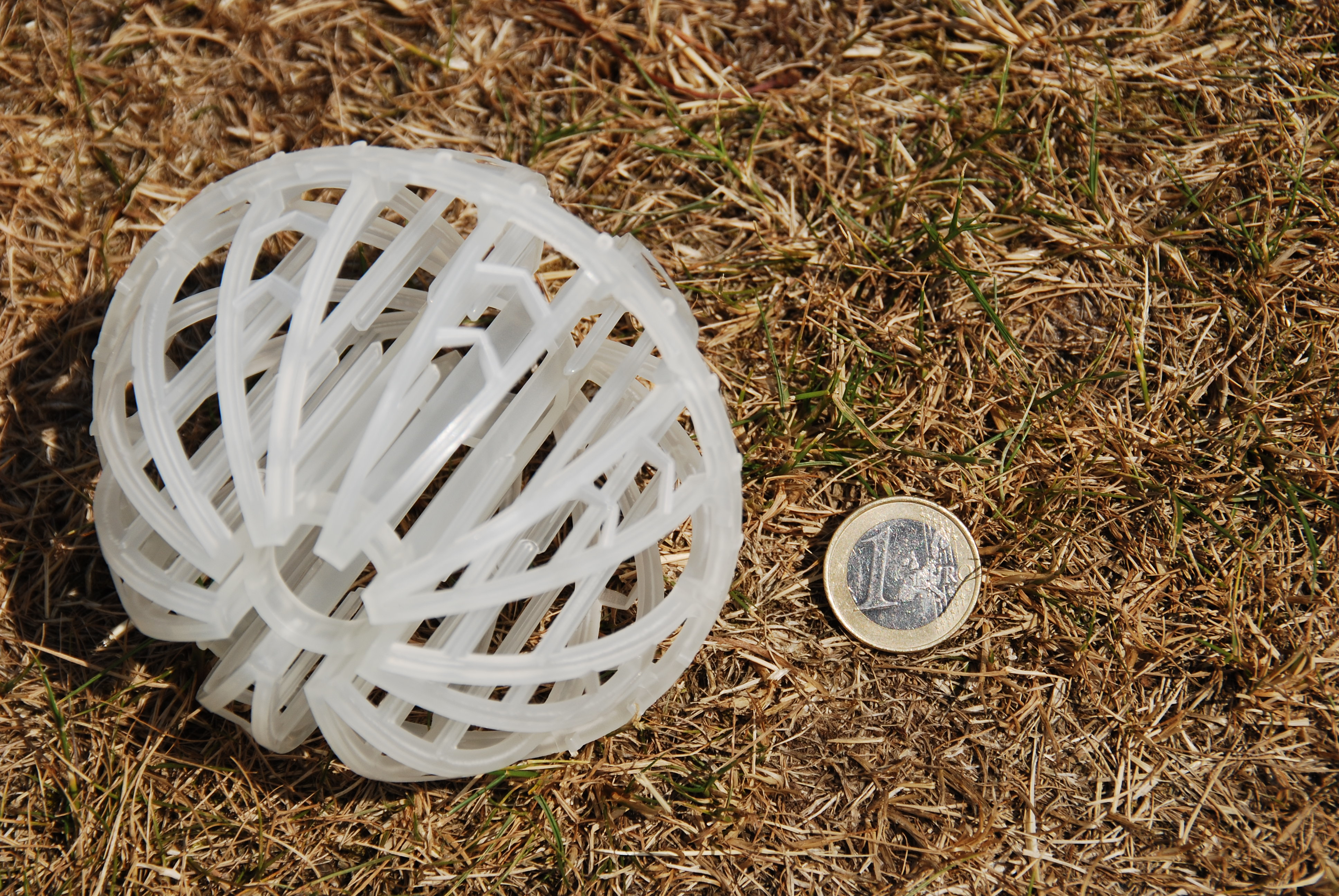
Hacketten-Füllkörper aus Kunststoff

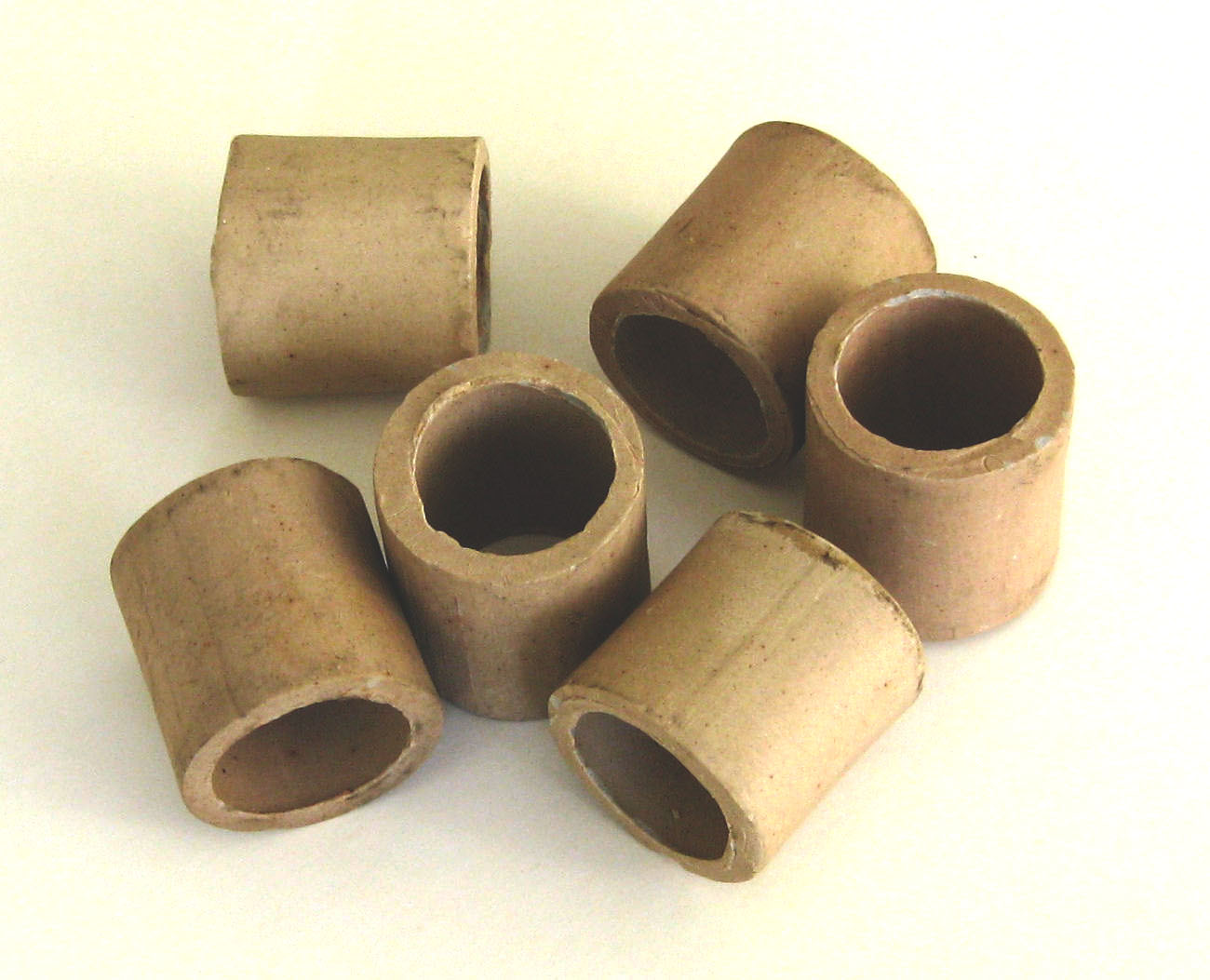
Zylindrische Ringe aus Keramik

Infolge der unterschiedlichen Trennaufgaben haben sich viele Füllkörperformen herausgebildet. Meistens sind sie als Hohlzylinder, auch Ringe genannt, ausgebildet, mit und ohne Einschnitte und Stege. Daneben kommen auch Sattel- und Kugelformen vor. In einer Trennsäule zu einer Schicht aufgeschüttet, ergeben sie ein Haufwerk mit großer innerer Oberfläche und hoher Porosität.
Die Größe der Füllkörper steht zum Durchmesser der Kolonne in einem Verhältnis zwischen 1/10 und 1/30; der Wert hängt von der Füllkörperart und dem zu trennenden Stoff ab.
Auswahl gängiger Füllkörper (in alphabetischer Reihenfolge):
- Berl-Sattel: Zwei ineinander verdrehte Sättel, hat eine gewisse Ähnlichkeit mit einem Pferdesattel.
- BIOdek: strukturierte Packungen, bestehend aus geformten PVC oder PP-Folien
- BIO-NET: Besteht aus Gitterröhren mit Innenlamellen, die zu Blöcken verschweißt sind. Überwiegender Einsatz in getauchten Festbetten und Rotationstauchkörpern zur biologischen Abwasserreinigung.
- Dixon-Ring: Ein Hohlzylinder mit S-förmiger längs verlaufender Trennwand, der vollständig aus Netzmaterial (zumeist Edelstahl) hergestellt wird. Er vereint sehr hohe Oberfläche mit geringem Druckverlust und wird hauptsächlich zur Vakuumdestillation eingesetzt.
- Hacketten: Ein kugelförmiger Körper mit stegartig ausgebildeten Segmenten, die von einem Ring zusammengehalten werden.
- Hel-X: Eine umlaufende Wendel mit nach innen zeigenden Lamellen bietet große Oberfläche bei hohem Lückengrad. Meistens aus HDPE zur biologischen Abwasserreinigung, zur Wasseraufbereitung, für biologische Abluftreinigung und für sonstige Zwecke.
- Hiflow®-Ring: Ein Hohlzylinder mit einem Kreuz und acht Segelflächen, die versetzt nach innen zeigen. Auch hier bleiben die Löcher.
- NOR-PAC: Besteht aus kurzen Abschnitten von Gitterröhren mit Innenlamellen. Die Gitterstruktur hat den Vorteil eines geringen Druckverlustes sowie einer möglichen hohen hydraulischen Belastung der Kolonne. Überwiegender Einsatz in der Trinkwasseraufbereitung.
- Pall-Ring: Es handelt sich hierbei um einen Hohlzylinder mit Schaufeln, die nach innen zeigen, außen bleiben Löcher.
- Raschig-Ring: Hohlzylinder mit etwa gleicher Länge und Durchmesser. Der Raschig-Ring wurde Ende des 19. Jahrhunderts von Fritz Raschig erfunden und ist ein Synonym für Schütt-Füllkörper, da er einen Entwicklungssprung in der Prozesstechnik darstellte. Eine eher unübliche Anwendung ist die Verwendung von Raschig-Ringen aus Borsilikatglas als Neutronenabsorber in Gefäßen mit Nukliden bzw. Nuklidgemischen, die das Entstehen einer kritischen Masse verhindern.[2]
- Sattel: Ein halbierter Hohlkörperring, dessen Kanten nach außen gebogen sind (konkav).
- Top-Pak: Ein Hohlzylinder, dessen Mittelteil mal nach außen und nach innen gebogen ist und so eine Kugelform erreicht, die oben und unten in einen Ring übergeht.
- VFF-NetBall: Neuartiger, kugelförmiger Füllkörper mit spezieller Netzstruktur, die mittig von zwei Ringen umschlossen wird. Sein strömungsgünstiges Profil, kombiniert mit einer hohen spezifischen Oberfläche, bietet beste Stoffaustauscheigenschaften bei einer extrem hohen hydraulischen Belastbarkeit mit niedrigstem Druckverlust.
- VFF-Twin-Pak: Ein VFF-Patent, ist ein moderner Hochleistungsfüllkörper in Metall mit einem Profil, dass den geordneten Packungen nahekommt, ohne jedoch auf die vielen Vorteile eines Füllkörpers zu verzichten. Er bietet einen extrem niedrigen Druckverlust bei bestem Stoffaustausch.
- VSP: Ein Hohlzylinder mit aufwändig geschwungener Gitterstruktur (teilweise mit Kreuzsteg) und niedrigem Gewicht.